# Ophrestia laotica
Ophrestia laotica är en ärtväxtart som först beskrevs av François Gagnepain, och fick sitt nu gällande namn av Bernard Verdcourt. Ophrestia laotica ingår i släktet Ophrestia och familjen ärtväxter. Inga underarter finns listade i Catalogue of Life.